# 潘恰蒂基神圣家族

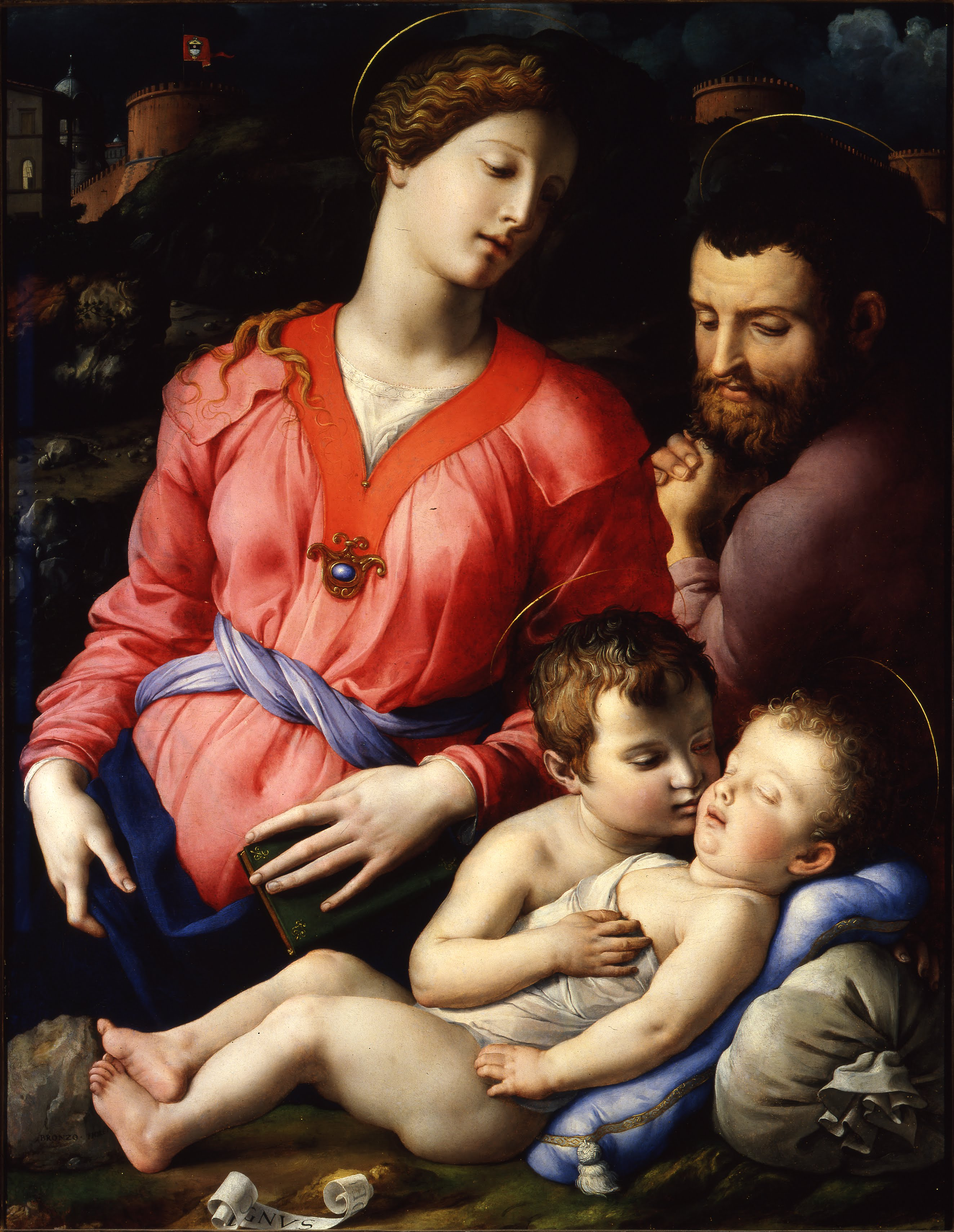
潘恰蒂基神圣家族

《潘恰蒂基神圣家族》是意大利画家 布龙齐诺 的一幅木板油画。绘制于 1541 年，在左下角的一块石头上有签名。现藏于佛罗伦萨的乌菲兹美术馆。 1704 年首次记录保存在该馆八角形的讲坛厅中，直到 2010 年迁入新馆。  
这幅画是布龙齐诺为科西莫一世·德·美第奇的管家巴尔托洛梅奥·潘恰蒂奇创作，可能是瓦萨里的《艺苑名人传》 中 提到的两幅“美丽而奇妙”的圣母画像之一。几年后，温琴佐·博尔吉尼 提到潘恰蒂基 家里非常美丽的的两幅圣母画像。 左上角背景的炮塔上飘扬着潘恰蒂基徽章的旗帜。